# Jacob Daniel Burgschmiet
 (juin 2023).
Le contenu est difficilement compréhensible vu les erreurs de traduction, qui sont peut-être dues à l'utilisation d'un logiciel de traduction automatique.
Jacob Daniel Burgschmiet, né le 11 octobre 1796 à Nuremberg et mort le 7 mars 1858 dans la même ville, est un sculpteur et fondeur du XIXe siècle.

## Biographie
Jacob Daniel Burgschmiet naît le 11 octobre 1796 à Nuremberg. Il est le fils de Christoph et de Margaretha Burgschmiet. Il est élevé dans des conditions misérables, privé de sa mère à l'âge de neuf ans et, deux ans plus tard, de son père, tailleur de pierre, malade depuis longtemps et incapable de travailler et de gagner sa vie. 
Jacob Daniel est placé à l'orphelinat, dit Findel, alors qu'il est totalement dépourvu d'argent, lorsqu'un comptable d'armoires de jeux, nommé Maichel, a pitié de lui et lui accorde l'hospitalité et l'apprentissage chez lui. Le talent hérité de sa mère, qu'il a exercé et cultivé dès son plus jeune âge en dessinant, peignant et sculptant, d'abord pour son propre plaisir, puis pour gagner de l'argent pendant la maladie de son père, trouve ici l'occasion de poursuivre sa formation, et son habileté dépasse bientôt celle de son maître d'apprentissage. 
Après avoir terminé son apprentissage, il travaille avec Maichel pour le commerçant et propriétaire de magasins Bestelmaier, pour lequel il fabrique en particulier de petits théâtres pour enfants, qui sont bien payés, si bien qu'en 1819, il peut oser s'établir lui-même comme « fabricant de jouets mécaniques » et se marier. À la même époque, le mécanicien Tendler arrive de Styrie à Nuremberg et fait sensation avec son théâtre d'automates. Le lithographe Georg Paul Buchner est incité à l'imiter, s'associe à cette fin avec Jacob Daniel Burgschmiet et il réussissent à obtenir le même résultat que Tendler. Les premières représentations ont lieu à Nuremberg, Fürth et dans les environs, et Maichel apporte lui aussi son aide, mais il a le malheur de tomber de l'échafaudage et de se blesser de telle sorte qu'il meurt peu de temps après. 
Dans les années 1820-1822, Buchner et Jacob Daniel Burgschmiet visitent plusieurs grandes villes, Berlin, Dresde, Leipzig, Munich, avec leur cabinet d'automates, et trouvent partout des applaudissements et un mérite correspondant. De retour à Nuremberg, Jacob Daniel Burgschmiet est engagé par le libraire Friedrich Campe, alors magistrat et chargé à ce titre de l'administration de l'orphelinat, pour réaliser les sculptures qui s'y trouvent, tâche dont il s'acquitte avec une habileté reconnue de tous. La figure d'un moine va-nu-pieds placée dans l'escalier du même bâtiment, en souvenir du couvent de va-nu-pieds ou de franciscains auquel appartenaient autrefois ces vastes locaux, est l'image bien venue de son bienfaiteur Campe, auquel il rend ainsi hommage. 
Il poursuit sa formation en fréquentant l'école des beaux-arts, dirigée à l'époque par l'éminent Albrecht Reindel, et acquiert ainsi des connaissances théoriques dans ce qui n'est jusqu'alors qu'une simple prédisposition naturelle. Lorsque l'on entreprend de restaurer la "Schönes Brunnen", qui menace de se détériorer complètement, il est sollicité, en plus des sculpteurs Rotermundt et Bandel, à participer aux travaux de taille de la pierre, dont plusieurs sont entièrement refaites par lui. Il y fait également figurer le buste de Reindel et le sien. Un peu plus tard, on lui confie également la réparation des bas-reliefs endommagés d'Adam Kraft, appelés stations, sur le chemin menant de la Thiergärtnerthor à la St. Johanniskirchhof. 
La première œuvre importante qui lui est confiée de manière totalement indépendante est la colonne de Melanchthon, qu'il taille dans le bloc de pierre brute en 1826 sur la place devant le lycée, où elle se trouve, et qui lui vaut une grande reconnaissance. Jusqu'alors simple tailleur de pierre et sculpteur, il se consacre également à la fonte après être devenu professeur de sculpture à l'école polytechnique en 1826. En effet, lorsque le roi Louis Ier encourage l'érection d'une statue de Dürer en airain, et qu'au début la fonte du modèle à réaliser par Rauch devait avoir lieu à Munich, le patriotisme des citoyens de Nuremberg réussit à faire en sorte que la fonte de la statue du maître de Nuremberg soit également confiée à un Nurembergeois, à savoir Jacob Daniel Burgschmiet, et, de même que le nom de Johannes Scharrer, deuxième bourgmestre de la ville, doit être mentionné avec honneur à cette occasion, c'est également cet homme qui incite le magistrat à donner à l'artiste en quête de reconnaissance les moyens de faire un séjour de plusieurs mois à Paris, où il doit encore se former, pour pouvoir ensuite lui confier avec d'autant plus de confiance la fonte de la statue de Dürer. Le fait que la visite de l'atelier de l'archi-fondeur Croissatière lui ait au moins donné l'image d'un artiste qui a voyagé aura cependant été l'essentiel de ce séjour parisien (1828), les multiples visions artistiques que Paris lui a offertes pesant bien plus lourd dans la balance. 
Cette même année, la première pierre du monument est posée le jour de la mort de Dürer (6 avril) ; et lorsque Jacob Daniel revint de Paris, il achète l'ancienne fonderie S. 1073 pour y fonder sa propre fonderie. C'est là que, tandis que de petits travaux se déroulent en parallèle, la fonte de la statue de Dürer est heureusement achevée, après que le modèle soit arrivé de Berlin en février 1837, et lorsque, le 21 mai 1838, Jacob Daniel Burgschmiet fait son entrée à l'Académie des beaux-arts de Paris, il est nommé directeur de la fonderie. Le 21 mai 1840, jour de l'anniversaire de Dürer, l’œuvre placée la veille au soir sur le piédestal est dévoilée. Les commandes se succèdent, ce qui l'amène à quitter la dernière demeure qu'il a occupé et il achète une maison et un jardin devant la Thiergärtnerthor, au numéro 95 de la Seilersgasse, où il construisit une fonderie et un atelier spacieux, adaptés à l'exécution de grands travaux. 
En 1844, il érige lui-même un monument funéraire à son bienfaiteur et mécène Scharrer à St. Johanniskirchhof. La même année, il fond le monument du général v. Theobald, qui se trouve dans le Militärkirchhof, et le buste de Scharrer, que l'on peut voir sur la gare du Ludwigseisenbahn. Puis suit la fonte de la statue de Beethoven pour Bonn, d'après le modèle de Hähnel, et également d'après Hähnel la fonte de la statue de l'empereur Charles IV pour Prague, en 1851 celle du ministre badois Winter, d'après Reich, et celle de Luther, d'après Müller, pour Möhra. L'association artistique de Bohême lui confie alors la fonte du monument de Radetzky, modelé par les frères Max. Dès le printemps 1856, la fonte commence et l'œuvre est proche de l'achèvement lorsque, le 6 mars 1858, au café Lotter qu'il fréquentait presque quotidiennement, Jacob Daniel Burgschmiet, qui semblait jouir d'une excellente santé, est frappé d'une attaque au milieu d'une partie de billard. Son dernier mot est : « Ah, si seulement mon Radetzky était prêt, je voudrais bien mourir ». Il meurt le matin du 7 mars, à l'âge de 62 ans. 
Ses funérailles, qui ont lieu le 10, sont l'une des plus célébrées que Nuremberg ait connues. Jusqu'à la fin, il était resté simple, sans arrogance et sans fausseté. Sa tombe est la 33e du cimetière cimetière Saint-Jean. L'épitaphe montre le fondeur au travail et a été conçue par Jakob Daniel lui-même quelques années avant sa mort et coulée de son vivant.
Il avait deux fils, dont l'un fait du commerce, et une fille, qui a épousé le 5 août 1855 Christoph Lenz, l'élève talentueux de Jacob Daniel, qui, en collaboration avec Georg Heroldt, également son élève, l'assistait déjà de son vivant et continua à promouvoir les affaires après sa mort. On sait par les journaux comment Heroldt trouva la mort dans l'exercice de sa profession le 28 juillet 1871 à Stockholm, où il était employé depuis quelques années, de sorte que la poursuite de la fonderie d'airain fondée par Jacob Daniel Burgschmiet est actuellement (en date de 1876) uniquement sous la direction de Christoph Lenz.

## Travail
- Restauration de La Belle Fontaine de Nuremberg sous la direction d'Albert Christoph Reindel [10] 1822-1824
- 1826 Statue de Philipp Melanchthon en grès pour Nuremberg
- 1834 Pierre tombale du dernier prince-évêque de Bamberg et Würzburg, Georg Karl von Fechenbach, dans l'allée droite de la cathédrale de Bamberg
- 1840 Statue de Dürer pour Nuremberg basée sur un dessin de Christian Daniel Rauch
- 1845 Statue de Beethoven basée sur un dessin d'Ernst Hähnel pour Bonn
- 1851 Statue colossale de Charles IV basée sur un dessin d'Ernst Hähnel pour Prague
- 1858 Statue de Luther d'après un dessin du sculpteur Ferdinand Müller pour Möhra (près d'Eisenach )

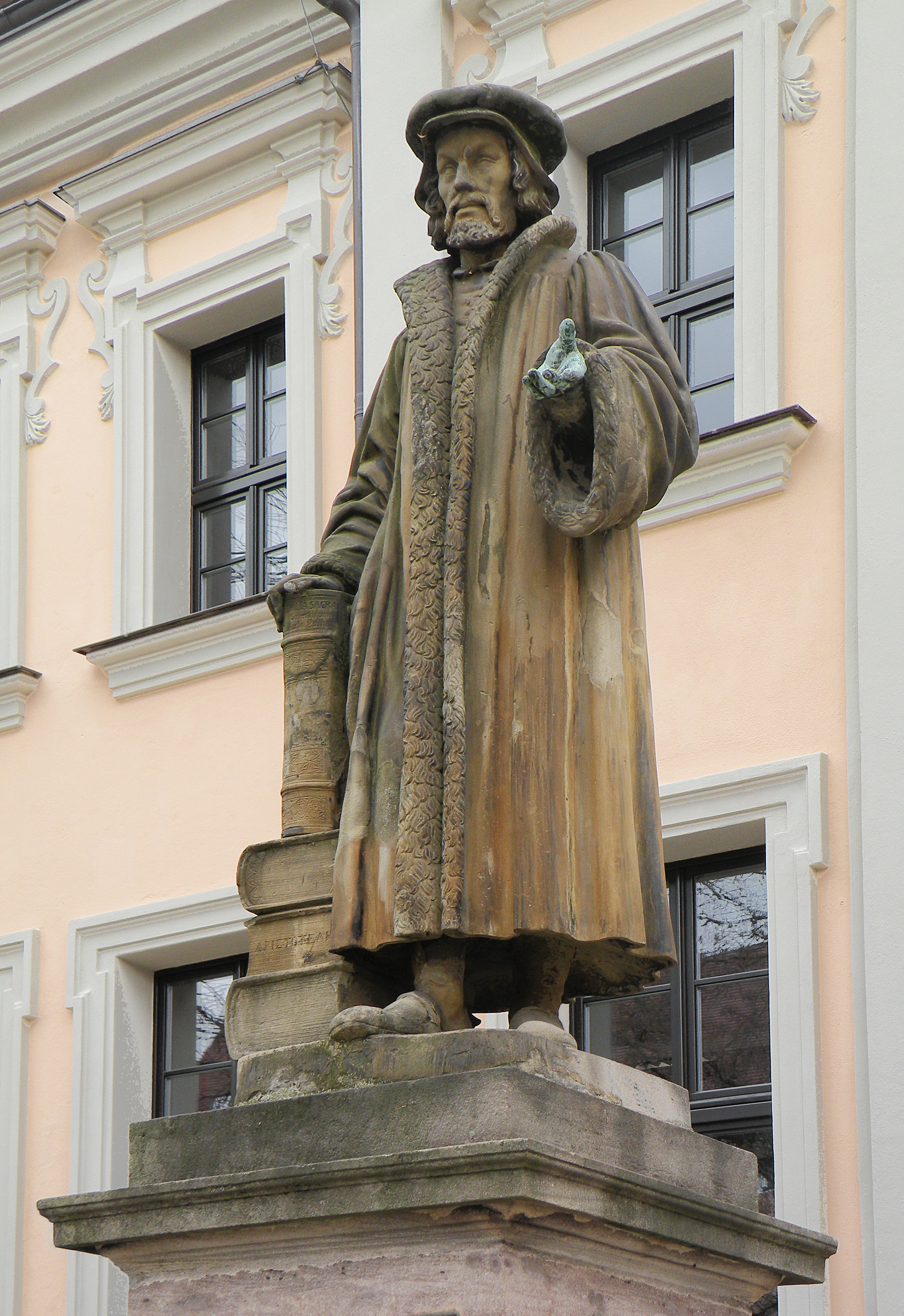
Monument représentant Philippe Mélanchthon à Nuremberg.
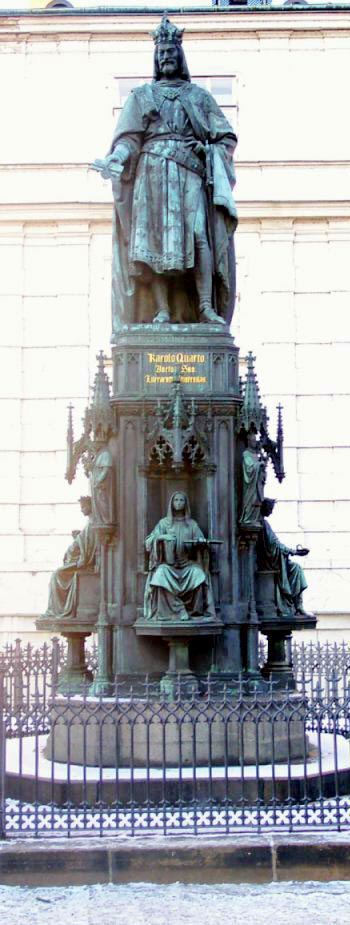
Monument dédié à l'empereur Charles IV à l'occasion du jubilé de l'université de Prague.
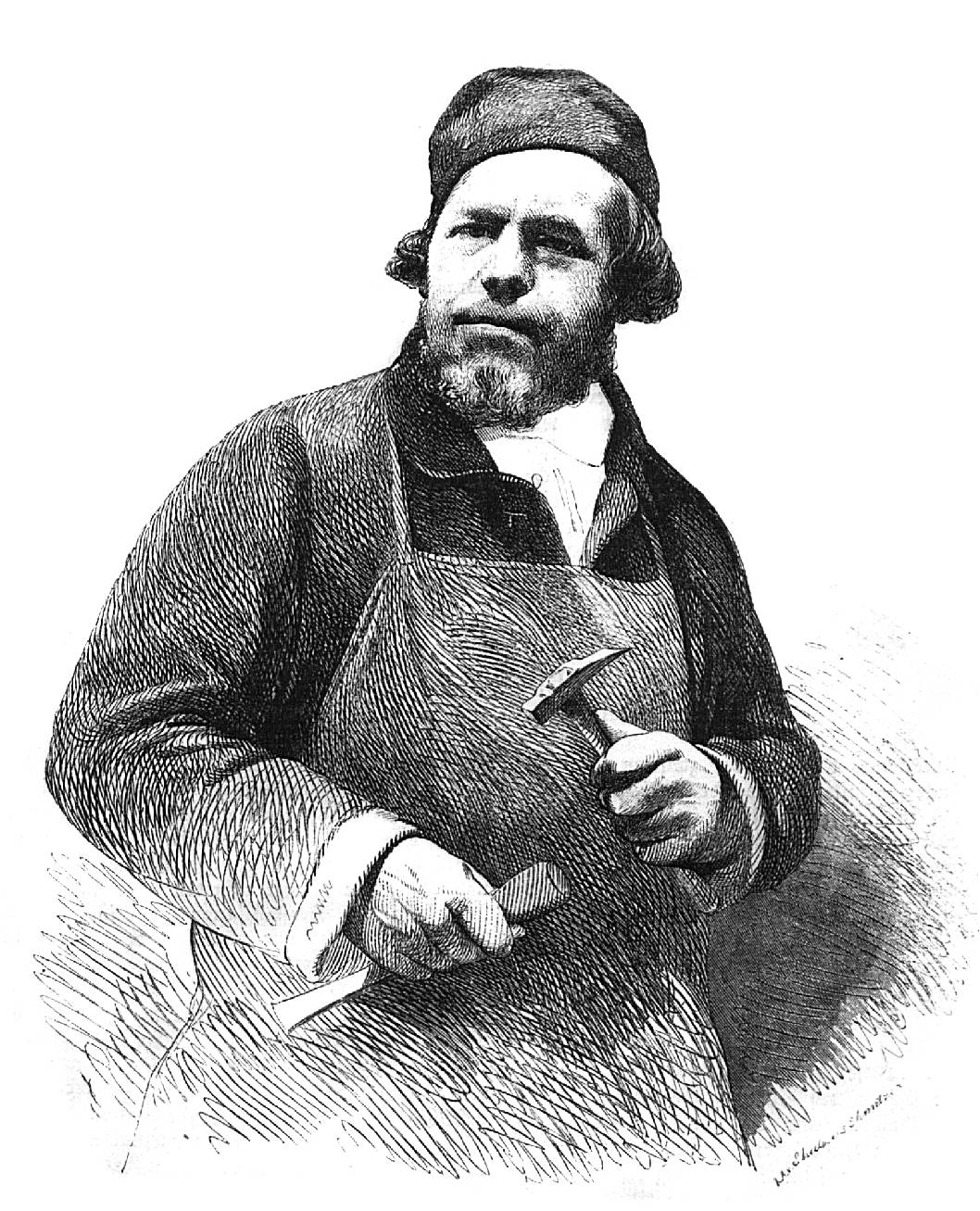
Appréciation de son travail en 1858, une image tirée d'un article paru dans le périodique Die Gartenlaube.
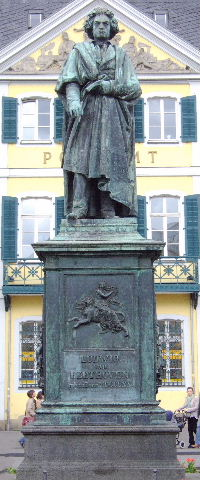
Monument dédié à Beethoven sur la place de la cathédrale de Bonn.
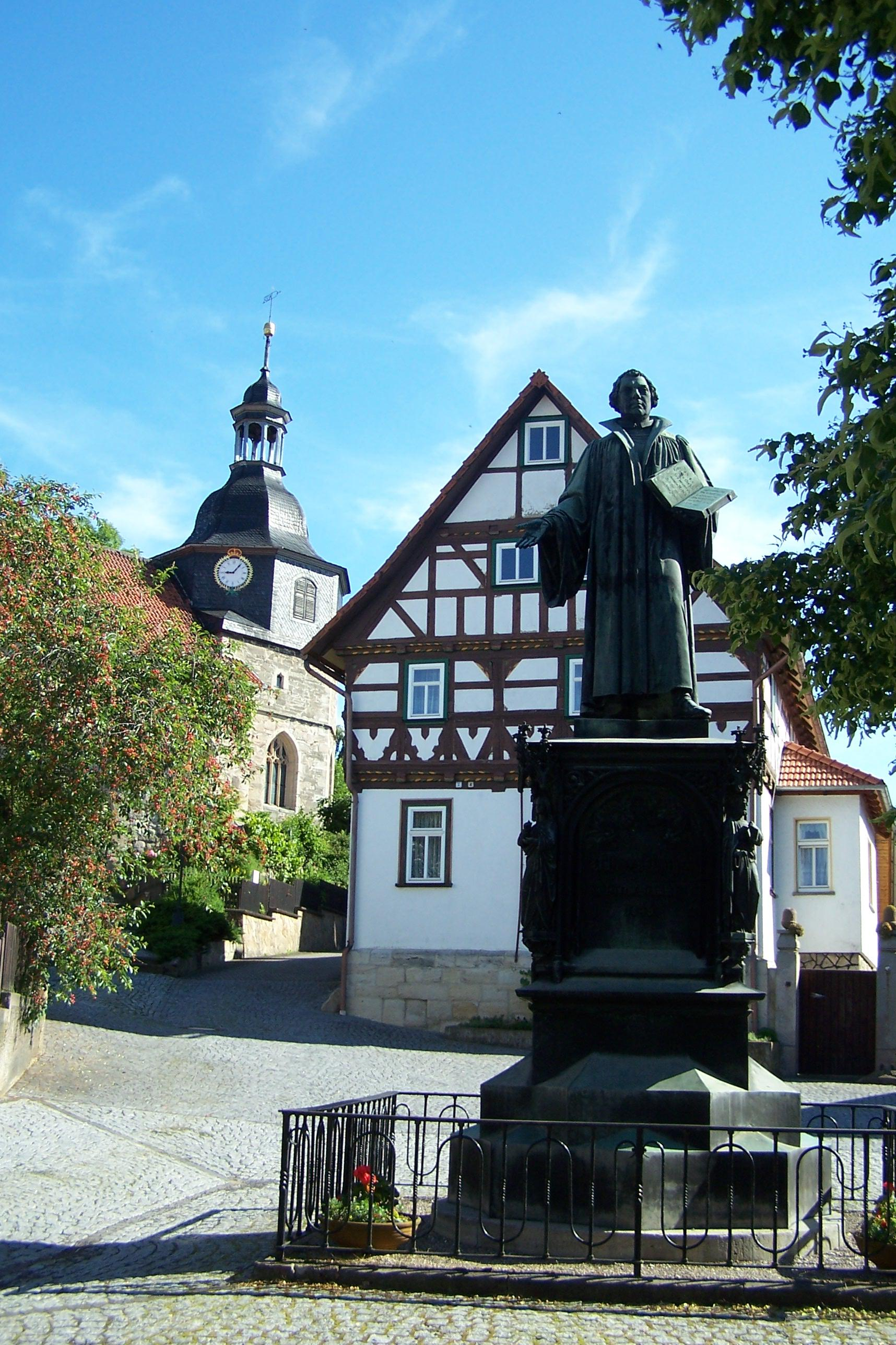
Monument dédié à Martin Luther dans l'ortsteil Möhra.
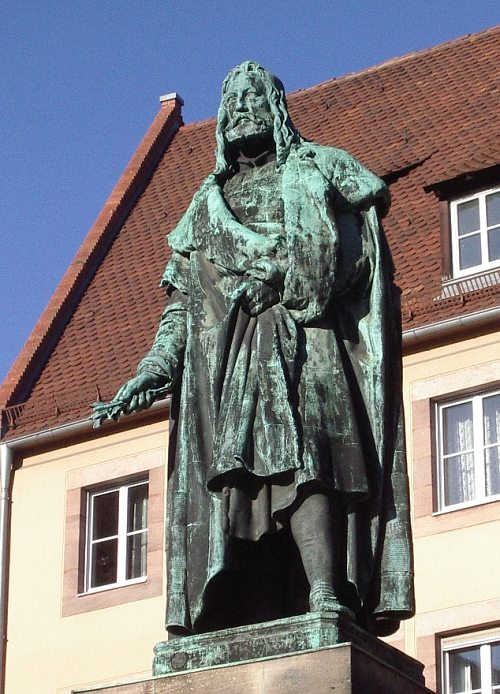
Monument dédié à Dürer sur la place Albrecht Dürer à Nuremberg.
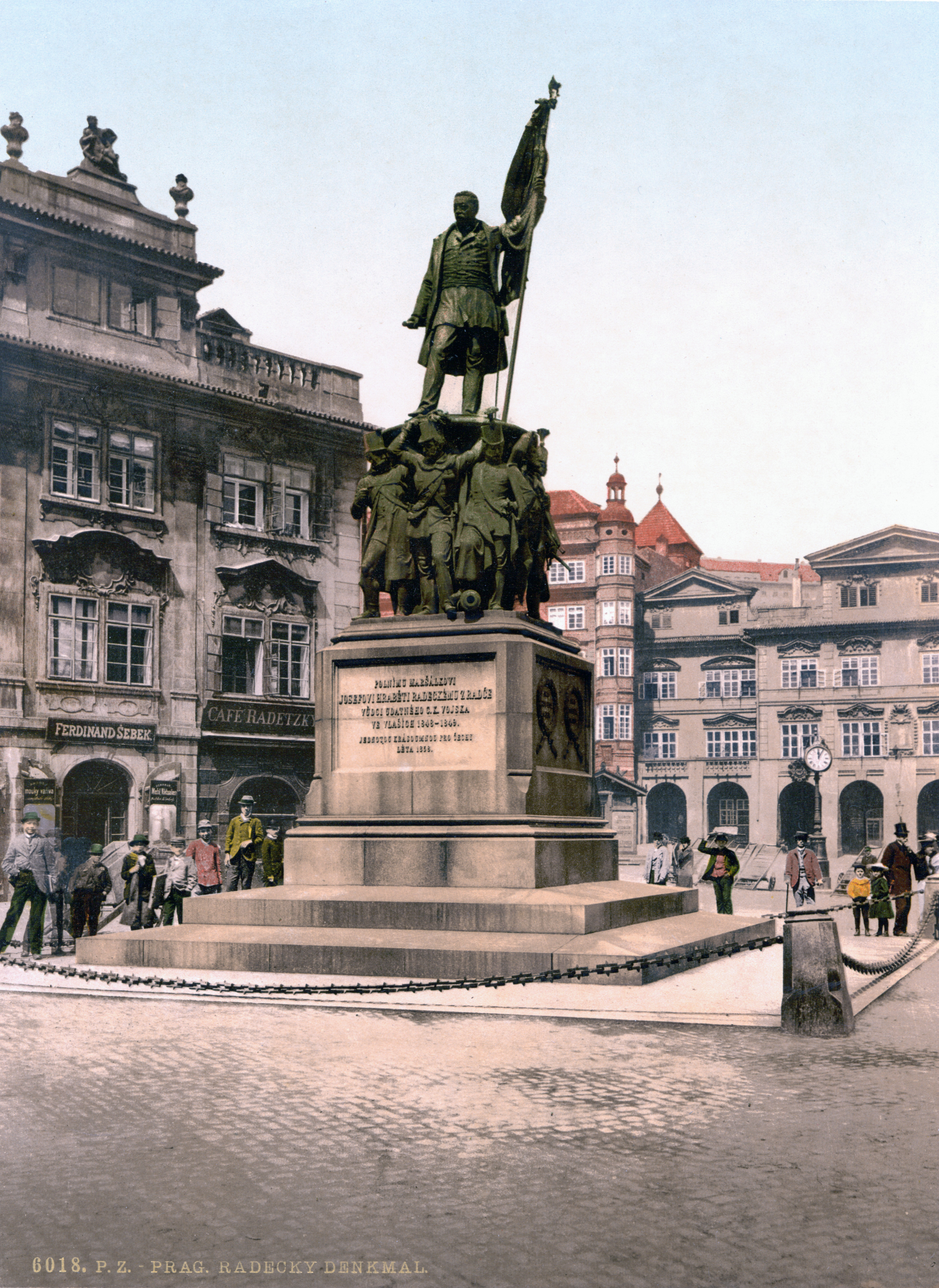
Monument Radetzky à Prague.